# Gmina Marija Gorica
Gmina Marija Gorica (chorw. Općina Marija Gorica) – gmina w Chorwacji, w żupanii zagrzebskiej. W 2011 roku liczyła  2233 mieszkańców.